# Max Manus
Max Manus, vlastním jménem Maximo Guillermo Manus (9. prosince 1914 v norském Bergenu - 20. září 1996 ve městě Bærum u Oslo) byl nejúspěšnější a nejproslulejší norský odbojář v období německé okupace Norska za 2. světové války.

## Dětství a první válečné zkušenosti
Jeho otec byl norským státní příslušník, ale po mnoha letech, strávených v cizině ve španělsky mluvících zemích, si změnil jméno na Juan Manus. Později se přestěhoval do Kodaně v Dánsku, kde se mu postupně narodily celkem čtyři děti. Měl je se svojí dánskou hospodyní Gerdou Kjørup. Když se rodiče rozešli, přestěhoval se Max společně se sestrou Piou a otcem zpět do norského Oslo. Tam také chodil Max do školy až do doby, kdy se otec s oběma dětmi přestěhoval na Kubu za svým strýcem - obchodníkem s rybářskými čluny. Po nějakém čase, stráveném na Kubě, se Max zúčastnil dlouhé výpravy do jihoamerického pohoří Andy, ze které se ale nevrátil na Kubu, nýbrž do Norska. V době sovětsko-finské zimní války (1940) se sám přihlásil do švédské dobrovolnické jednotky Svenska Frivilligkåren, účastnící se bojů na finské straně. Po podpisu sovětsko-finské mírové smlouvy v Moskvě byl pak Max z finské armády propuštěn a vrátil se zpět do Norska, shodou okolností právě v den německého útoku na Norsko 9. dubna 1940.

## Odbojová činnost
Hned v roce 1940 začal pracovat v norském městě Kongsvinger v odbojovém hnutí, a to při výrobě a distribuci ilegálních novin Vi vil oss et land (Chceme svoji zem). V jeden lednový večer roku 1941 ale na něho čekalo v jeho bytě v ulici Vidars Gate gestapo. Zatčení se pokusil uniknout odvážným skokem z 2. patra skrze zavřené okno dolů na ulici; způsobil si tím však pouze vážná zranění. Nicméně se Maxovi podařilo nakonec Němcům uniknout - s pomocí místního personálu - z nemocnice Ullevål v Oslu, kde byl pod dozorem gestapa léčen. Po dlouhém útěku přes neutrální Švédsko, SSSR a Afriku na palubě transportní vojenské lodi Empress of Asia se pak dostal do Kanady a odtud s vojenským konvojem zpět do Evropy - a to do Anglie. Tato cesta trvala celkem sedm měsíců.
V Anglii byl Max Manus zařazen do zvláštní norské vojenské jednotky Kompani Linge a již v hodnosti poručíka byl v březnu roku 1943 vysazen letadlem britského válečného letectva na norské území. Tam provedl společně se svým nejlepším přítelem z předválečných let - Gregersem Gramem - první záškodnickou operaci Mardonius (vyřazení z provozu německých lodí, kotvících v osloském přístavu Vippetangen). Po celý zbytek války byl pak Max členem tzv. Gangu Oslo (Oslogjengen), který Britové později označili za nejlepší evropskou sabotážní skupinu druhé světové války. Společně s dalším dobrým přítelem z dřívějších let - Gunnarem Sønsteby - se Manus a Gram zúčastnili především velkých operací Derby a Bundle, zaměřených na sabotáže německé vojenské lodní přepravy, a dále výroby ilegální protifašistické propagandy.
Největšími akcemi celé diverzní skupiny byly:
- poškození několika vojenských lodí v osloském přístavu (operace Mardonius) v dubnu roku 1943
- vyřazení z provozu vojenské přepravní lodi Monte Rosa v červnu roku 1944
- potopení velké vojenské přepravní lodi Donau, vezoucí zbraně a zásoby pro německou protiofenzívu v Ardenách v lednu roku 1945
- zničení archivů obyvatelstva, podle nichž chtěla norská kolaborantská vláda Vidkuna Quislinga naverbovat tisíce mladých Norů do německé armády a poslat je na frontu (podle narychlo přijatého zvláštního pracovního zákona Arbeidstjeneste)

## Poválečné období
Těsně po válce pracoval Max Manus krátkou dobu jako příslušník osobní ochranky norského krále a korunního prince. Již na podzim roku 1945 však odcestoval s dalším ze svých dřívějších přátel - Sophusem Clausenem - do USA a tam společně založili firmu dodávající kancelářské stroje. V ní Manus později překvapivě zaměstnal i několik odsouzených a potrestaných norských vlastizrádců - po jejich propuštění z vězení. Nejznámějším z nich byl Walter Fyrst. V roce 1952 se firma Clausen&Manus rozdělila na dvě samostatné - Clausen AS a Max Manus AS. Obě ale nadále držely zastoupení výrobců kancelářské techniky Olivetti a Philips a existují dodnes.

## Soukromý život
Za války se Max Manus mnohokráte setkal ve švédském Stockholmu s Norkou Idou Nikoline Lie Lindebrække, přezdívanou „Tikken“. Tikken byla dcerou jednoho z předválečných radních v Bergenu a sestrou pozdějšího předsedy norské pravicové politické strany (Høyre) Sjura Lindebrække. Pracovala po celou válku ve Stockholmu pro britské vyslanectví a byla pro mnohé členy odbojové skupiny Linge nejen spojkou na Brity, ale i spoluorganizátorkou a pomocnicí. Max a Tikken se po válce - v roce 1947 - dokonce vzali, vydrželi spolu ale jen do doby, než Max upadl do velkých problémů s nadměrnou konzumací alkoholu.

## Čestná uznání a vyznamenání
Po válce byl Max Manus oceněn řadou vyznamenání, mezi ně patří např.:
- Norsko: Válečný kříž se dvěma meči
- Spojené království: Řád za vynikající službu
- Spojené království: Válečný kříž

## Film
Odbojová činnost Maxe Manuse se stala námětem filmu Max Manus, natočeného v roce 2008. Film měl premiéru v Oslu dne 19. listopadu 2008, v hlavní roli se objevil známý norský herc Aksel Henie. Filmový příběh začíná návratem hlavního hrdiny z účasti v zimní válce v roce 1940 a vedle všech úspěšných sabotážních akcí ukazuje i jeho turbulentní život před i po válce, kdy byl námořníkem, tulákem, obchodníkem a nakonec i ředitelem.